# Adélaïde Hautval
Adélaïde Hautval, coneguda com a Haïdi, nascuda Marthe Adélaïde Haas, (Le Hohwald, 1r de gener de 1906 - Groslay, 12 d'octubre de 1988) va ser una psiquiatra francesa, supervivent dels camps de concentració nazis i reconeguda com a Justa entre les nacions.

## Biografia
Coneguda també com a Haïdi, Adélaïde era filla del pastor de l'Església reformada d'Alsàcia-Lorena Philippe Haas-Hautval. Pro-francès, el pastor Haas va decidir el 1920 afegir el nom francès Hautval al seu cognom. Ella era la setena i la filla més jove de la família. Va ser autoritzada a portar el nom d'Hautval per sentència del 27 de desembre de 1951.
Adélaïde Hautval va estudiar medicina a la Universitat d'Estrasburg, i després va treballar a hospitals i instituts neuropsiquiàtrics.
La seva detenció va tenir lloc l'abril de 1942, quan va creuar la línia de demarcació a Vierzon per motius personals. A la presó de Bourges, on estava internada, va defensar en alemany una família jueva maltractada per un soldat alemany. Aleshores els alemanys li van dir que «ja que defenses els jueus, compartiràs la seva sort». És empresonada a Bourges, i després internada a Pithiviers, on els alemanys li fan portar al pit una estrella groga amb una pancarta «amiga dels jueus». Després va ser traslladada a Beaune-la-Rolande, després a la presó d'Orleans el novembre de 1942, i finalment a la presó de Romainville el 17 de novembre del mateix any. Va ser deportada a Auschwitz amb el comboi del 24 de gener de 1943, que tenia el número 31.8023.
La seva qualitat de metgessa va ser reconeguda al cap de pocs dies i es va convertir en doctora en una de les revier de Birkenau. Allà, les condicions mèdiques eren més que deplorables. Primer va ser assignada al Bloc 22, on va tenir cura de les detingudes alemanyes, i després va ser enviada a l'abril de 1943 al Bloc 10 del camp principal. Allà. el metge en cap feia «experiments», sobretot l'esterilització de les dones cremant els seus òrgans amb productes càustics. Adélaïde Hautval es va negar a participar i s'encarrega de la cura postoperatòria. Quan s'assigna un nou metge cap a aquest servei, ordena a Adélaïde Hautval que l'assisteixi, però ella refusa i és destituïda l'agost de 1943 i es enviada amb les altres presoners del camp. Allà està relativament aïllada; en pocs mesos la població del camp de concentració s'havia renovat i les detingudes que havia conegut a la presó o durant el seu trasllat havien mort o havien estat traslladades a un altre bloc. El 16 d'agost de 1943, Orli Reichert-Wald (l'encarregada de l'administració del revier) es va assebentar que seria executada l'endemà si no acceptava de participar en les operacions i, veient la seva situació desesperada, va intentar suïcidar-se amb pastilles per dormir, però Hautval la va salvar i es va recuperar.
Poc temps després, Adélaïde Hautval va ser assignada de nou com a metgessa al camp. Com a psiquiatra, havia d'examinar les dones boges amb l'ordre de declarar-les «inadequades per al treball», cosa que les conduirà directament a la cambra de gas. Ella no entenia per què li demanaven justificacions mèdiques per l'assassinat. Voluntària per «veure» i «dir després», va assistir a diverses sèries d'experiments de metges nazis, en particular a les del doctor Carl Clauberg, especialitzat en esterilització i castració, alhora que alleujava el patiment de les seves companyes i les feia escapar fent-les passar per mortes. Va patir tifus des de novembre de 1943 fins a febrer-març de l'any següent.
Va ser traslladada al camp de concentració de Ravensbruck el 2 d'agost de 1944, on va ser enviada com a metgessa al camp de Watenstedt (Salzgitter) (una fàbrica de municions), ja que l'administració es va adonar que estava classificada com a Nacht und Nebel (Decret de nit i boira, NN) i, per tant, no podia treballar fora de Ravensbruck, on estava presonera. Va ser de nou metgessa al revier del camp. Veu l'alliberament del camp l'abril de 1945, però es va quedar amb Marie-Claude Vaillant-Couturier per tenir cura dels malalts que no podien ser transportats immediatament. Va sortir del camp i va anar a França amb els darrers pacients francesos el 25 de juny de 1945.
Al no pertànyer a cap xarxa o organització de la resistència francesa, Adélaïde Hautval només obté, amb dificultats, una targeta de deportada resistent. Va ser condecorada amb l'Ordre Nacional de la Legió d'Honor el desembre de 1945 per la seva dedicació als altres deportats als camps.
El 1946, Adélaïde Hautval va escriure Médecine et crimes contre l'humanité, (Medicina i crims contra la humanitat), que es va publicar el 1991. Al maig de 1964, va testificàr en el judici de Leon Uris contra Vladislav Dering.
El 18 de maig de 1965, Adelaide Hautval rep la medalla de Just entre les nacions
Va començar a patir signes de la malaltia de Parkinson, i va morir a Groslay el 12 d'octubre de 1988.

## Distincions
- Dama de la Legió d'Honor, 1945.
- Just entre les nacions, 1965.

## Homenatges postums
- El municipi de Le Hohwald va erigir el 1991 una font sobre la qual hi ha escrit el seu lema: «Pensa i actua segons les aigües clares del teu ésser».
- Un carrer d'Estrasburg (des del 1993), Bourges i Blaye porten el seu nom.
- A Groslay, on va viure després de la guerra, es va col·locar una placa commemorativa a la paret de casa seva el novembre del 1994.
- A Guebwiller es va crear el Cercle Adélaïde Hautval el 2006, i una escola porta el seu nom des de l'inici del curs escolar 2019.[9]
- L'11 de juny del 2006 es va col·locar una placa commemorativa a l'estació de Rothau.
- El 13 de maig de 2015, el director general dels Hospitals de París, Martin Hirsch, va anunciar a l'AFP que l'hospital de Villiers-le-Bel portaria el nom d'Adelaïde Hautva l,[10] per substituir el seu antic nom de Charles Richet, un metge amb tesis racistes.
- El Cercil (Centre d'estudi i investigació sobre els camps d'internament de Loiret i la deportació jueva) li va dedicar una exposició a Orleans el març de 2018.

## Obres
- Hautval, Adélaïde. Médecine et crimes contre l'humanité : témoignage manuscrit « Déportation » écrit el 1946, revu par l'auteur el 1987 (en francès).  París: Actes Sud, 1991. ISBN 2-86869-657-0.
- Hautval, Adélaïde. Médecine et crimes contre l'humanité : le refus d'un médecin, déporté à Auschwitz, de participer aux expériences médicales (en frances).  Éditions du Félin,, 2006. ISBN 978-2866456337.